# Centrale nucléaire d'Atucha
La centrale nucléaire d'Atucha - aussi appelée centrale nucléaire Néstor Kirchner - est située près de la ville de Lima dans la province de Buenos Aires, à environ 100 km de la ville de Buenos Aires. Elle est installée sur la rive droite du rio Paraná. 
Elle a été créée par Kraftwerk Union, une filiale de la firme allemande Siemens et construite par la filiale argentine de Fiat Impresit, Impresit-Sideco. Le décret présidentiel de construction du premier réacteur a été signé en 1966 par le gouvernement constitutionnel du président Arturo Illia, les travaux ont commencé en juin 1968, et le réacteur a divergé en 1974.
Le chantier pour le deuxième réacteur a commencé en 1980 dans le cadre du plan nucléaire de génération électrique de 1977 élaboré et mis en œuvre par le vice-amiral et docteur en physique Carlos Castro Madero. Le chantier a été interrompu pour des raisons politiques en 1990, et ce, malgré l'insuffisance du parc de génération pour satisfaire les demandes croissantes du pays. Le gouvernement de Néstor Kirchner a cependant relancé sa construction en 2006, et le réacteur a divergé en 2014.

## Description
À l'heure actuelle, cette centrale comprend deux réacteurs nucléaires, dont l'un est opérationnel depuis 1974 et l'autre depuis 2014.
- Atucha 1 : 357 MWe, du type réacteur à eau lourde pressurisée (PHWR), mis en service en 1974[1].

Atucha 1 a fait de l'Argentine le troisième pays du continent américain à opérer un réacteur nucléaire de puissance, après les États-Unis et le Canada. Ce réacteur a fourni environ 2,5 % des besoins de la production du pays en 2005. Actuellement, les combustibles nucléaires de cette centrale sont de fabrication argentine et ils ont remplacé les premiers combustibles de fabrication allemande.
- Atucha 2 : 750 MWe, également du type PHWR, mis en service en 2014.

Ce réacteur PHWR, l'un des plus puissants PHWR du monde, devait être mis initialement sur le réseau en 1987 pour 40 ans d'exploitation. Siemens avait commencé la construction en 1980, puis elle a été interrompue fin 1990 après 81 % d'avancement des travaux. Pour des raisons économiques, le gouvernement de Nestor Kirchner a décidé en 2006 de reprendre le chantier et de terminer la construction sur 5 ans soit en 2011.
Le 28 septembre 2011, la présidente Cristina Fernández de Kirchner a inauguré la centrale et lancé la phase de tests et de validations qui devait permettre une connexion au réseau électrique fin  2013. 
Des retards dans la construction ont reporté la première divergence de ce deuxième réacteur au 3 juin 2014.

## Évolution future du site
La construction de deux autres réacteurs est à l'étude, dont un troisième réacteur de puissance, et un petit réacteur nucléaire Carem de conception et fabrication argentine.
Le 1er février 2022, Nucleoeléctrica Argentina SA (NA-SA) et China National Nuclear Corporation (CNNC) signent un contrat pour la construction du réacteur Atucha-3, qui sera un Hualong-1 (HPR1000) de 1 200 MWe. Les travaux devaient commencer fin 2022, mais le projet est au point mort.